# Jean-Gabriel Ferlan
 (août 2018).
- Si vous ne connaissez pas le sujet, laissez ce bandeau (vous pouvez alors contacter les auteurs).
- Si vous supprimez le contenu mis en cause (vous pouvez préalablement contacter les auteurs),

argumentez précisément cette suppression dans la page de discussion
(un manque de référence n'est pas un argument ; une recherche réelle de référence doit avoir été effectuée, être formellement documentée).
Jean-Gabriel Ferlan, né le 4 septembre 1950 à Paris et mort le 6 août 2018 à Vannes,, est un pianiste français d'origine arménienne.

## Biographie
Jean-Gabriel Ferlan commence jeune le piano et entre très vite[Quand ?] au Conservatoire national supérieur de musique et de danse de Paris dans la classe de Vlado Perlemuter. Il y remporte, entre 1972 et 1974 les premiers prix de piano, d'harmonie, de contrepoint et de musique de chambre puis il suit la classe de 3e Cycle de perfectionnement avec Raymond Trouard pour sa formation de concertiste et la préparation à de nombreux concours internationaux où il remporte Premier Prix, Médailles d'Or et Distinctions en Italie, Suisse, Danemark, Espagne, France , suscitant une admiration unanime de la part de ses illustres professeurs Byron Janis, Stanislav Neuhaus, Paul-Badura Skoda, Vitalis Margulis, György Sebök, Marcel Ciampi, etc., des critiques et du public[réf. nécessaire].
Il remporte notamment le Grand Prix de la Fondation de France en 1984[réf. nécessaire].
En 2014, il est enseignant au conservatoire de musique de Vannes.

## Citations
Ce que pense de lui la critique :

« ... Virtuosité, musicalité, deux qualités que vous possédez, me semble-t-il à un degré rare... »

— Gérard Condé, Le Monde, Salle Gaveau. Paris[réf. incomplète].

« ...Cet artiste véritablement habité par une flamme musicale qui semble presque le consumer, me paraît l'un des jeunes pianistes les plus singuliers et les plus fascinants de sa génération. »

— Donatella Micault, Cahiers de la Critique, Centre Bösendorfer - Paris[réf. incomplète].

## Discographie
- Joaquin Rodrigo: L'œuvre complète pour piano, par Jean-Gabriel Ferlan (1994) [DANTE COMPACT DISC]
- César Franck: prélude, choral et fugue, Aria et Finale. Ballade op.09. Les Plaintes d'une poupée. Danse lente (Jean-Gabriel Ferlan, piano). (1994) [DANTE COMPACT DISC]